# Parc national de Nouabalé-Ndoki

## Histoire

### Création et développement
Le parc national de Nouabalé-Ndoki a été créé en 1993 par un décret présidentiel, répondant à la nécessité de protéger une région de biodiversité exceptionnelle au cœur des forêts du Bassin du Congo. Initialement, la superficie et les limites du parc n'étaient pas précisément définies. Ce n'est qu'en 2012 que des limites se précisent, couvrant une vaste superficie de 4 239 km². Plus de  plus de 10 ans plus tard, en 2023, le Triangle de Djéké est annexé au parc, lui donnant sa forme actuelle et une superficie de plus de 4300 km².

### Partenariats et gestion
Depuis sa création, la gestion du parc a bénéficié de l'appui technique de la Wildlife Conservation Society (WCS). Pendant plus de trois décennies, la WCS a collaboré avec le gouvernement congolais pour mettre en place des stratégies efficaces de conservation. Depuis 2014, le parc national de Nouabalé-Ndoki est géré par la Fondation Nouabalé-Ndoki, fruit d'un partenariat public-privé signé entre la Wildlife Conservation Society (WCS) et le ministère congolais de l'Économie forestière (MEF), tous deux engagés ensemble dans la création et la gestion du parc depuis le début. 

## Géographie

### Localisation et superficie
Le parc national de Nouabalé-Ndoki est situé au nord de la république du Congo, s'étendant sur les départements de la Sangha et de la Likouala. Il est à la frontière avec la République centrafricaine. Il est actuellement le plus grand des quatre parcs nationaux constituant les aires protégées du complexe transfrontalier de la Sangha, appelé Tri-National de la Sangha (TNS), comprenant les parcs nationaux de Ndoki et de Dzanga en République centrafricaine, le parc national de Lobéké au Cameroun et le parc national de Nouabalé-Ndoki au Congo. Cette région se caractérise par une forêt tropicale dense et intacte, faisant partie intégrante du bassin du Congo, l'un des écosystèmes les plus riches en biodiversité au monde. 

## Biodiversité

### Faune
Le parc est un sanctuaire pour de nombreuses espèces de mammifères emblématiques. Parmi les 116 espèces de mammifères recensées, on trouve des gorilles, des chimpanzés, des bongos et des éléphants de forêt. Les populations de ces espèces restent stables grâce à la protection continue offerte par le parc. En outre, le parc abrite des espèces menacées telles que le perroquet jaco et le pangolin, qui bénéficient d'un environnement sûr loin des pressions humaines.

### Flore
Avec 1 122 espèces de plantes, dont de nombreux acajous très anciens, la diversité botanique est exceptionnelle. La forêt abrite des essences rares et précieuses, qui jouent un rôle crucial dans le maintien de l'écosystème et offrent un refuge aux espèces animales locales. La préservation de cette flore contribue également à la recherche scientifique, en fournissant un habitat stable pour l'étude des interactions écologiques.

## Conservation et gestion

### Lutte anti-braconnage
La gestion du parc est centrée sur plusieurs initiatives clés de conservation. Le déploiement d’équipes d’écogardes formées et bien équipées assure une surveillance constante du parc. Ces efforts sont complétés par une surveillance aérienne pour détecter et dissuader les activités illégales telles que le braconnage. La WCS, en partenariat avec le gouvernement, utilise également des technologies avancées et des stratégies basées sur la recherche pour mieux comprendre et lutter contre les réseaux de braconnage.

### Sites de recherche et contributions scientifiques
Le parc national de Nouabalé-Ndoki abrite plusieurs sites de recherche, dont Mbeli et Goualougo. Ces sites offrent des opportunités uniques pour observer et étudier le comportement de la faune. La WCS accueille régulièrement des chercheurs nationaux et internationaux, dont les travaux contribuent à une meilleure compréhension de la biodiversité du Congo. Les résultats de ces recherches appliquées aident à orienter les stratégies de gestion du parc et minimisent l'impact des activités humaines sur l'environnement.

### Défis et menaces

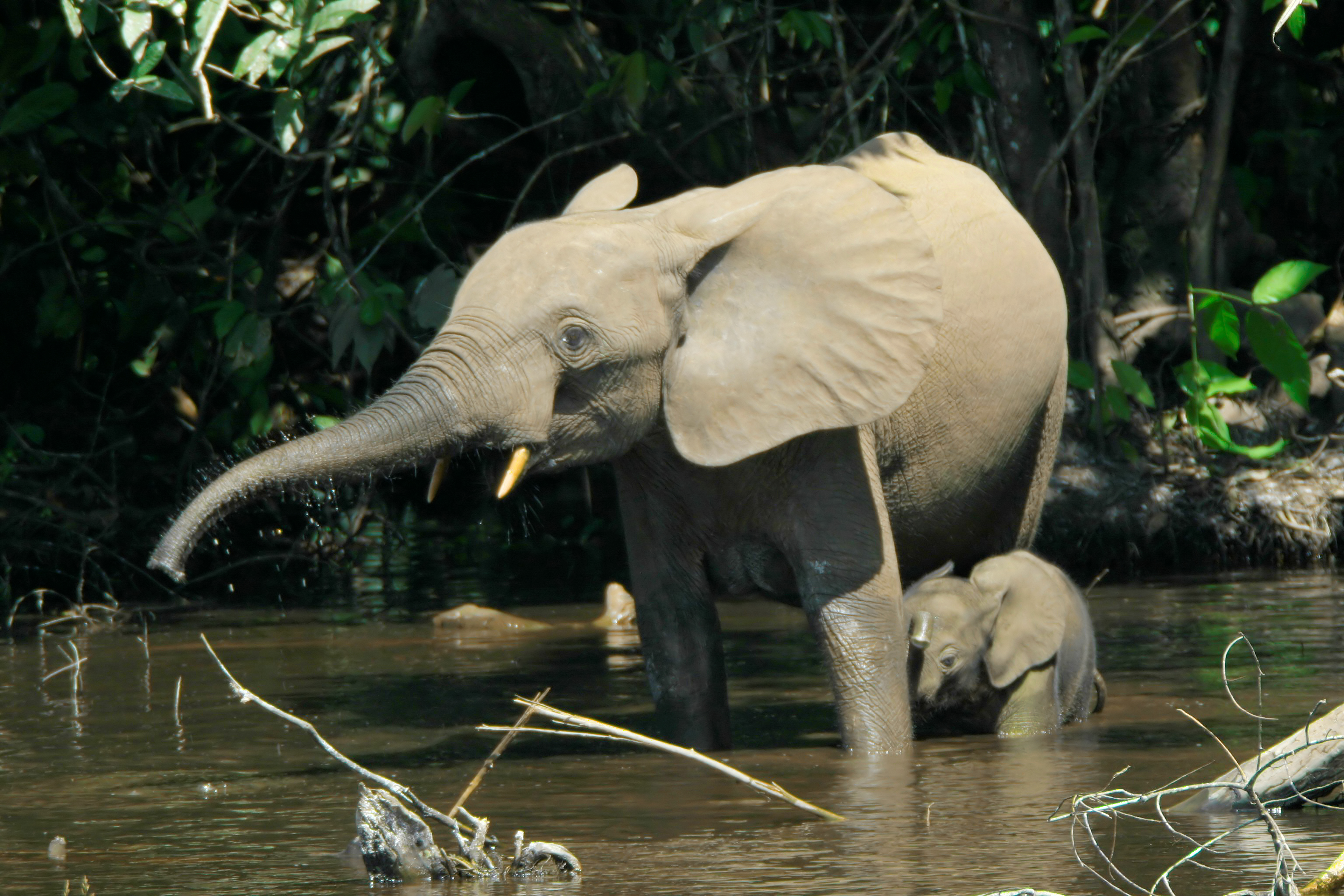
Éléphante de forêt d'Afrique et son petit dans le parc national de Nouabalé-Ndoki. Ces éléphants sont en danger critique d'extinction, principalement à cause du braconnage.

Malgré les efforts de conservation, le parc fait face à des défis croissants. La création de nouvelles routes forestières à proximité, l'augmentation de la population humaine autour du parc, et la hausse des prix de l'ivoire ont contribué à une recrudescence du braconnage. La pression sur les ressources naturelles et la faune du parc n'a jamais été aussi forte, nécessitant une approche globale et intégrée pour contrôler et atténuer ces menaces.

## TriNational de la Sangha

### Collaboration transfrontalière
Le parc national de Nouabalé-Ndoki fait partie intégrante du complexe transfrontalier appelé le TriNational de la Sangha (TNS), en collaboration avec le parc national de la Lobéké au Cameroun et Le parc national de Dzanga-Sangha en République centrafricaine. Cette collaboration vise à créer un réseau cohérent et coordonné de conservation à travers les frontières nationales, permettant une gestion plus efficace des écosystèmes et des espèces migratrices.

### Inscription au patrimoine mondial de l'UNESCO
En 2012, le TriNational de la Sangha a été inscrit au patrimoine mondial de l'UNESCO. Cette reconnaissance internationale souligne l'importance écologique et culturelle de cette région, et renforce les efforts de conservation par un soutien global et des engagements financiers accrus pour protéger ce patrimoine unique.

## Communautés locales et recherche

### Implication communautaire
Les communautés locales sont des partenaires essentiels dans les efforts de conservation du parc. Les communautés les plus proches du parc sont les communautés locales et les peuples autochtones de Bomassa et de Makao. 80 % des chefs de foyers de Bomassa sont employés par le parc (40 % à Makao). En impliquant les habitants dans la gestion du parc, en offrant des emplois, et en améliorant les infrastructures locales, le parc contribue au développement durable de la région. Des initiatives éducatives et sanitaires renforcent également le bien-être des communautés, tout en sensibilisant les générations futures à l'importance de la conservation.

## Tourisme

### Tourisme responsable
Le parc s'ouvre progressivement à un tourisme responsable, visant à valoriser le patrimoine naturel tout en générant des revenus durables. Les visiteurs ont l'occasion d'observer des animaux rares habitués à la présence humaine, dans une forêt primaire intacte. Cette approche permet non seulement de sensibiliser le public à l'importance de la conservation, mais aussi de financer les efforts de préservation du parc.

## Statistiques récentes
- En 2017, 30 000 grands singes ont été recensés dans et autour du parc.
- 8 000 éléphants ont été recensés dans et autour du parc en 2017.
- 80 % des chefs de foyers de Bomassa sont employés par le parc, comparé à 40 % à Makao.
- Plus de 39 publications scientifiques ont été produites depuis 2014.